# Internationaux de Tennis de Blois 2014
L'Internationaux de Tennis de Blois 2014 è stato un torneo di tennis facente parte della categoria ATP Challenger Tour nell'ambito dell'ATP Challenger Tour 2014. È stata la 7ª edizione del torneo che si è giocato a Blois in Francia dal 9 al 15 giugno 2014 su campi in terra rossa e aveva un montepremi di 35 000 €+H.

## Partecipanti singolare

### Teste di serie
| Nazionalità | Giocatore              | Ranking* | Testa di serie |
| ----------- | ---------------------- | -------- | -------------- |
| Argentina   | Máximo González        | 133      | 1              |
| Argentina   | Guido Andreozzi        | 148      | 2              |
| Francia     | Marc Gicquel           | 154      | 3              |
| Francia     | David Guez             | 170      | 4              |
| Francia     | Grégoire Burquier      | 175      | 5              |
| Portogallo  | Gastão Elias           | 178      | 6              |
| Brasile     | Rogério Dutra da Silva | 179      | 7              |
| Argentina   | Martín Alund           | 194      | 8              |

- Ranking al 26 maggio 2014.

### Altri partecipanti
Giocatori che hanno ricevuto una wild card:
- Tristan Lamasine
- Laurent Lokoli
- Fabrice Martin
- Gianni Mina

Giocatori che sono passati dalle qualificazioni:
- Gleb Sakharov
- Duilio Beretta
- Mathieu Rodrigues
- Enzo Couacaud

## Partecipanti doppio

### Teste di serie
| Nazionalità     | Giocatore       | Nazionalità | Giocatore       | Ranking* | Testa di serie |
| --------------- | --------------- | ----------- | --------------- | -------- | -------------- |
| Argentina       | Guillermo Durán | Argentina   | Máximo González | 207      | 1              |
| Filippine       | Ruben Gonzales  | Venezuela   | Roberto Maytín  | 356      | 2              |
| Australia       | Jordan Kerr     | Francia     | Fabrice Martin  | 369      | 3              |
| Rep. Dominicana | José Hernández  | Argentina   | Andrés Molteni  | 484      | 4              |

- Ranking al 26 maggio 2014.

### Altri partecipanti
Coppie che hanno ricevuto una wild card:
- Mathieu Rodrigues /  Thomas Rodrigues

## Vincitori

### Singolare
Máximo González ha battuto in finale  Gastão Elias con il punteggio di 6–2, 6–3

### Doppio
Tristan Lamasine /  Laurent Lokoli hanno battuto in finale  Guillermo Durán /  Máximo González con il punteggio di 7–5, 6–0